# 合意
合意（ごうい）は、当事者双方の意思が一致することを指す。

## 社会科学における合意
社会科学では、合意はconsensusの訳語である場合が多い。合意に類似した表現に同意があり、こちらにはagreementの訳に当てられる場合が多いが、これらの運用は統一的ではなく例外もある。現代の社会科学では合意を分析する単位は個人であり、「国民との合意」といった抽象概念は対象としない。
セオドア・ニューカムは合意の成立について、以下のような条件をあげている。
1. ふたりが同一の対象に志向していること
2. ふたりが相互に、お互いに対して志向していること
3. それらの相互の指向性が同一の内容であること
4. その同一性をふたりともが知っていること

つまり、合意とは個人と個人がお互いと、共通の対象との双方に意識を向け、各自の意識の内容が各自によって同一であると判断されたときに成立する。上記の4番目の条件が損なわれている場合、ふたりの意見が同一であるに過ぎず、お互いが意識している同一性は理解されていない状態である。この当事者の自覚なしに成立する客観的事実を「同意」と呼び、相互主観的な心理状態である「合意」と区別することがある。